# Birgit Fischer
Birgit Fischer, també coneguda com a Birgit Fischer-Schmidt, (Brandenburg an der Havel, República Democràtica Alemanya, 1962) és una piragüista alemanya, ja retirada.
Considerada una de les millors piragüistes de la història, al llarg de la seva carrera ha guanyat 12 medalles olímpiques i 38 medalles mundialistes.

## Biografia
Va néixer el 25 de febrer de 1962 a la ciutat de Brandenburg an der Havel, població situada a l'estat de Brandenburg i que en aquells moments formava part de la República Democràtica Alemanya i que avui en dia forma part d'Alemanya.
Es casà amb el piragüista i medallista olímpic Jörg Schmidt (del qual posteriorment es divorcià), és cunyada de la nadadora i medallista Sarina Hülsenbeck i tieta de la piragüista i medallista Fanny Fischer.

## Carrera esportiva
Va participar, als 18 anys, en els Jocs Olímpics d'Estiu de 1980 realitzats a Moscou (Unió Soviètica), on en representació de la República Democràtica Alemanya (RDA) aconseguí guanyar la prova femenina del K-1 500 metres. No pogué participar en els Jocs Olímpics d'estiu de 1984 realitzats a Los Angeles (Estats Units) a conseqüència del boicot polític realitzat pel seu país. En els Jocs Olímpics d'Estiu de 1988 celebrats a Seül (Corea del Sud) aconseguí guanyar tres medalles: la medalla d'or en les proves de K-2 i K-4 500 metres femenins i la medalla de plata en la prova de K-1 500 metres.
Després de la caiguda del Mur de Berlín va participar, en representació de l'Alemanya unificada en els Jocs Olímpics d'Estiu de 1992 celebrats a Barcelona (Catalunya), on aconseguí guanyar la medalla d'or en la prova de K-1 500 metres i la medalla de plata en el K-2 500 metres. En els Jocs Olímpics d'Estiu de 1996 realitzats a Atlanta (Estats Units) guanyà la medalla d'or en la prova de K-4 50 metres i la medalla de plata en el K-2 500 metres, finalitzant així mateix quarta en la prova del K-1 500 metres. En els Jocs Olímpics d'Estiu de 2000 realitzats a Sydney (Austràlia) aconseguí guanyar dues medalles d'or en les proves de K-2 i K-4 500 metres. En els Jocs Olímpics d'Estiu de 2004 realitzats a Atenes (Grècia), la seva última participació olímpica als 42 anys, aconseguí guanyar la medalla d'or en el K-4 500 metres i la medalla de plata en el K-2 50 metres.
Al llarg de la seva carrera ha guanyat 38 medalles, un rècord igualat amb Katalin Kovács, en el Campionat del Món de piragüisme, entre elles 28 medalles d'or, 6 medalles de plata i 4 medalles de bronze.